# Million Miles Away
Million Miles Away är en singel av det amerikanska punkrockbandet The Offspring och det var den tredje och sista singeln som gavs ut från albumet Conspiracy of One. Låten handlar om en person som känner att han är för långt ifrån sin älskade (i detta fall "en miljon miles" bort). "Million Miles Away" blev inte lika populär som bandet hade hoppats på och när de skulle ge ut Greatest Hits-albumet valde de att inte ta med denna singel fastän de tagit med nästan alla de andra singlarna som de hade släppt. Låten är dock mycket omtyckt av The Offspring-fansen, som efter en omröstning utnämnde låten till "den bästa singeln från Conspiracy of One".
"Million Miles Away" finns även med i en trailer till filmen Orange County (2002). Den 26 maj 2024 uppträdde Ed Sheeran tillsammans med The Offspring, då de framförde "Million Miles Away" under BottleRock Napa Valley-festivalen.

## Låtlista
Alla låtar är skrivna och komponerade av The Offspring, om inte annat anges. 
| Nr | Titel                                  | Längd |
| -- | -------------------------------------- | ----- |
| 1. | Million Miles Away                     | 3:40  |
| 2. | Dammit, I Changed Again (live-version) | 2:53  |
| 3. | Bad Habit (live-version)               | 3:59  |
| 4. | Million Miles Away (Apollo 440 Remix)  | 4:02  |

| 1. | Million Miles Away                                             | 3:40 |
| 2. | Dammit, I Changed Again (live-version)                         | 2:53 |
| 3. | Sin City (skriven av Angus Young, Malcolm Young och Bon Scott) | 4:24 |
| 4. | Want You Bad (Blag Dahlia Mix)                                 | 3:15 |
| 5. | Million Miles Away (Apollo 440 Remix)                          | 4:02 |